# Okręg wyborczy Cambridge
Okręg wyborczy Cambridge powstał w 1295 r. i wysyłał do angielskiej, a następnie brytyjskiej, Izby Gmin dwóch deputowanych. W 1885 r. liczbę mandatów przypadających na okręg zmniejszono do jednego. Okręg obejmuje miasto Cambridge i okolice.

## Deputowani do brytyjskiej Izby Gmin z okręgu Cambridge

### Deputowani w latach 1660–1885
- 1660–1661: Dudley North
- 1660–1661: Thomas Wills
- 1661–1664: William Compton
- 1661–1679: Roger Pepys
- 1664–1685: William Alington, 3. baron Alington
- 1679–1690: Thomas Chicheley
- 1685–1689: William Wren
- 1689–1695: John Cotton
- 1690–1695: Granado Pigot
- 1695–1696: John Pepys
- 1695–1698: Isaac Watlington
- 1696–1702: John Cotton
- 1698–1705: Henry Pickering
- 1702–1708: Anthony Thompson
- 1705–1708: John Cotton
- 1708–1722: John Hynde Cotton
- 1708–1715: Samuel Shepheard
- 1715–1715: Thomas Sclater, torysi
- 1715–1722: Samuel Shepheard
- 1722–1737: Thomas Bacon, torysi
- 1722–1727: Gilbert Affleck
- 1727–1741: John Hynde Cotton
- 1737–1741: Gilbert Affleck
- 1741–1758: Thomas Hay, wicehrabia Dupplin
- 1741–1744: James Martin
- 1744–1747: Christopher Jeffreason
- 1747–1748: Samuel Shepheard
- 1748–1749: Christopher Jeffreason
- 1749–1754: Charles Cadogan
- 1754–1755: Thomas Bromley
- 1755–1776: Charles Cadogan
- 1758–1780: Soame Jenyns
- 1776–1784: Benjamin Keene
- 1780–1789: James Whorwood Adeane
- 1784–1788: John Mortlock
- 1788–1791: Francis Dickins
- 1789–1819: Edward Finch
- 1791–1820: Robert Manners
- 1819–1832: Frederick William Trench
- 1820–1825: Charles Madryll Cheere
- 1825–1832: James Graham, markiz Graham, torysi
- 1832–1841: George Pryme, wigowie
- 1832–1839: Thomas Spring Rice, wigowie
- 1839–1840: John Manners-Sutton, 3. wicehrabia Canterbury, Partia Konserwatywna
- 1840–1843: Alexander Cray Grant, Partia Konserwatywna
- 1841–1847: John Manners-Sutton, 3. wicehrabia Canterbury, Partia Konserwatywna
- 1843–1847: Fitzroy Kelly, Partia Konserwatywna
- 1847–1852: Robert Adair, wigowie
- 1847–1852: William Campbell, wigowie
- 1852–1854: Kenneth Macaulay, Partia Konserwatywna
- 1852–1854: John Harvey Astell, Partia Konserwatywna
- 1854–1857: Robert Adair, wigowie
- 1854–1857: Francis Mowatt
- 1857–1865: Kenneth Macaulay, Partia Konserwatywna
- 1857–1863: Andrew Steuart, Partia Konserwatywna
- 1863–1868: Francis Powell, Partia Konserwatywna
- 1865–1866: William Forsyth, Partia Konserwatywna
- 1866–1868: John Eldon Gorst, Partia Konserwatywna
- 1868–1874: Robert Torrens, Partia Liberalna
- 1868–1874: William Fowler, Partia Liberalna
- 1874–1880: Alfred Marten, Partia Konserwatywna
- 1874–1880: Patrick Smollett, Partia Konserwatywna
- 1880–1885: William Fowler, Partia Liberalna
- 1880–1885: Hugh Shield, Partia Liberalna

### Deputowani po 1885
- 1885–1906: Robert Uniacke-Penrose-Fitzgerald, Partia Konserwatywna
- 1906–1910: Stanley Buckmaster, Partia Liberalna
- 1910–1917: Almeric Paget, Partia Konserwatywna
- 1917–1922: Eric Geddes, Partia Konserwatywna
- 1922–1934: George Newton, Partia Konserwatywna
- 1934–1945: Richard Tufnell, Partia Konserwatywna
- 1945–1950: Arthur Symonds, Partia Pracy
- 1950–1966: Hamilton Kerr, Partia Konserwatywna
- 1966–1967: Robert Davies, Partia Pracy
- 1967–1976: David Lane, Partia Konserwatywna
- 1976–1992: Robert Rhodes James, Partia Konserwatywna
- 1992–2005: Anne Campbell, Partia Pracy
- 2005–2010: David Howarth, Liberalni Demokraci
- 2010–2015: Julian Huppert, Liberalni Demokraci
- od 2015: Daniel Zeichner, Partia Pracy